# Gara Iași
Gara Iași este o gară de cale ferată din municipiul Iași (România), care a fost construită în anul 1870. Ea se află localizată în Piața Gării. Este gara principală a municipiului Iași, fiind în același timp una din cele mai tranzitate din România după numărul de călători. 
Gara Iași a fost inclusă în Lista monumentelor istorice din județul Iași, elaborată în anul 2004, având codul  IS-II-m-B-03891. 

## Istoric

### Construirea primelor căi ferate din Moldova
Primele proiecte de construire a unor căi ferate care să lege Moldova și capitala sa, orașul Iași, cu porturile de la Dunăre, cu Muntenia și capitala sa, orașul București, și cu țările din Europa Centrală datează de la mijlocul secolului al XIX-lea. La 14 februarie 1842 inginerul Marin din Cernăuți adresează o scrisoare domnitorului Mihail Sturdza prin care cere permisiunea de a înființa o societate anonimă pe acțiuni care să construiască o cale ferată de-a lungul Siretului care să lege târgul Mihăileni de la frontiera moldo-austriacă și Dunăre.  El arăta în scrisoare că Moldova ar avea mari foloase de pe urma căii ferate prin transportul cerealelor și lemnului către porturile dunărene. Acest proiect nu s-a realizat însă. 
În anii de după Unirea Principatelor Române (1859) au fost elaborate noi proiecte, care a fost abandonate însă în principal din cauza lipsei mijloacelor financiare. Atunci s-au realizat și primele contacte cu societățile străine de profil. După aducerea pe tronul Principatelor Unite a principelui german Carol de Hohenzollern în 1866, proiectele de construcție au început să prindă contur, fiind dorită o cale ferată care să lege Moldova și Muntenia. 
La 1 septembrie 1866 a fost inaugurată calea ferată care lega orașele Liov (în germană Lemberg) și Cernăuți (în germană Czernowitz) din Austro-Ungaria. Ea a fost construită și pusă în exploatare de către compania feroviară Lemberg-Czernowitz Eisenbahn (LCE). Aceasta obținuse la 15 mai 1867 concesiunea pentru continuarea căii ferate până la Suceava, aflată atunci pe granița dintre Austro-Ungaria și România. 
A fost planificată realizarea unei legături de la frontiera austriacă prin porturile dunărene Galați și Brăila către București, capitala României. În acest scop, directorul general al Lemberg-Czernowitz-Eisenbahn, Viktor Ofenheim, a primit în anul 1867 un contract preliminar. Prin liniile de cale ferată pe care le administra în Bucovina, Lemberg-Czernowitz-Eisenbahn a contribuit la îmbunătățirea condițiilor logistice din partea de nord a rețelei feroviare a României și i s-a atribuit contractul de construcție pentru traseul de la Suceava la Roman cu o linie de legătură de la Pașcani la Iași. Având în vedere extinderea rețelei sale, compania Lemberg-Czernowitz-Eisenbahn a fost redenumită în 1868 „K. k. priv. Lemberg-Czernowitz-Jassy-Eisenbahngesellschaft“.
La 25 decembrie 1869 a fost deschis traseul feroviar Suceava-Roman. Împreună cu Calea ferată Cernăuți-Suceava inaugurată cu o lună și jumătate în urmă, România dispunea acum de o rețea feroviară conectată cu țările din străinătate. Compania austriacă Lemberg-Czernowitz-Jassy Eisenbahn a construit Calea ferată Pașcani-Iași pe care a finalizat-o la 20 mai/1 iunie 1870.

### Construirea gării
Gara Iași a fost construită într-o zonă mlăștinoasă de pe șesul Bahluiului, după planurile arhitectului austriac Wachter.  Lucrările la clădirea gării au întârziat mult. Pentru a ieși din mlaștină, constructorii au înălțat terasamentele cu aproximativ doi metri. Aflat într-o vizită la Iași, principele Carol a inspectat gara la 21 aprilie 1869, fiind întâmpinat de inginerul șef al companiei austriece și de întregul personal.  Lipsa de stabilitate a solului a determinat tasarea clădirii, întreaga aripă de sud crăpându-se și rămânând separată de corpul central. 
Compania Lemberg-Czernowitz-Jassy Eisenbahn a inaugurat oficial Calea ferată Pașcani-Iași la 20 mai/1 iunie 1870, cu acest prilej fiind inaugurată și Gara Iași, care era pe atunci una dintre primele stații de călători din România.
Clădirea gării a fost construită în stil venețian-gotic. Fațada sa este inspirată de fațada Palatului Dogilor din Veneția. Clădirea centrală avea o lungime de 133.8 m și 113 camere. În partea centrală, la etaj, se află o loggie cu cinci ochiuri și coloane de piatră sculptată, având deasupra trei ogive, tot sculptate. Proiectul prevedea ca în ogiva centrală să fie amplasat un ceas cu cadranul transparent.  Clădirea a fost văruită în roz-bombon, iar loggia era roșie; Gara Iași se afla în contrast cu zona verde (șesul Bahluiului) în care a fost ridicată, scriitorul Ion Mitican asemănând-o cu "o cetate de foc, ridicată în mijlocul unei delte înverzite". 
Clădirea gării a adăpostit și sediul firmei constructoare: Lemberg-Czernowitz-Jassy Eisenbahn (LCJI). În fața Gării a fost amenajată o piață și o stradă care ducea în Piața Unirii. Deoarece abia în anul 1872 s-a inaugurat traseul Roman-Galați-Buzău-Ploiești-București (care fusese concesionat companiei germane Strousberg), se spune că timp de doi ani parlamentarii ieșeni călătoreau la București, prin Viena. Ei călătoreau cu trenul până la Viena, prin Cernăuți, apoi luau vaporul cu aburi spre Giurgiu și își continuau drumul pe Calea ferată Giurgiu-București (terminată în octombrie 1869). Această călătorie dura două zile și două nopți și era mai comodă decât călătoria cu poștalionul care dura cinci zile.

### Extinderea rețelei feroviare
Deoarece Gara Iași era la început o gară terminală, capăt de linie, în anul 1874, un grup de ingineri români, în frunte cu Grigore Heliad, a întemeiat o societate românească și a construit Calea ferată Iași-Ungheni (21,4 km), primul traseu construit de o societate cu capital român. Acest traseu a fost inaugurat la 1 august 1874, când a circulat și primul tren, cu vagoane vopsite tricolor. Calea ferată Iași-Ungheni avea șine cu ecartament lat (1520 mm) și făcea legătura cu calea ferată construită de ruși de la Odesa la Ungheni. Pe această cale ferată s-a derulat exportul de păcură, sare și făină din România către Rusia. Tot pe acest traseu se deplasau ieșenii care mergeau vara să se scalde în râul Prut.  A fost construită o clădire pentru Vama Iași (clădirea cunoscută astăzi sub denumirea de Vama Veche), din curtea căreia plecau trenurile către Rusia.
Pe această cale ferată a sosit în Gara Iași la 24 mai/5 iunie 1877 trenul imperial rus în care se afla țarul Alexandru al II-lea al Rusiei, înconjurat de multe somități ruse (doi mari duci ai Rusiei, cancelarul Gorceakov, miniștri și generali ai Rusiei). Trenul a intrat în gară la ora 9,55, fiind așteptat de reprezentanții statului român: prim-ministrul Ion C. Brătianu, ministrul de externe Mihail Kogălniceanu, primarul Scarlat Pastia și mitropolitul Iosif Naniescu al Moldovei și Sucevei. În sala de așteptare, țarul a servit un mic supeu împreună cu I.C. Brătianu și Mihail Kogălniceanu.  Pe aici au trecut apoi și trenurile militare cu ostași ruși care mergeau să se lupte cu turcii. La 6/18 decembrie 1877 prin Gara Iași a trecut trenul imperial rus, cu țarul care se întorcea victorios la Sankt Petersburg. Pereții saloanelor din clădirea gării au fost împodobiți cu catifea roșie, mobilier elegant și cu tablouri. Trenul a ajuns la Iași la 22,30, fiind întâmpinat iarăși de prefect, primar și mitropolit. Țarul a primit o coroană cu lauri de argint din partea primarului și a vizitat spitalul de răniți, amenajat în magaziile gării. 
La 1 mai 1880 statul român a răscumpărat căile ferate de la acționarii germani și austrieci. Între anii 1889-1892 a fost construită calea ferată Iași-Vaslui, inaugurată la 19 aprilie/1 mai 1892.
Prin Gara Iași au trecut trenurile cu refugiați în primul război mondial. Regele Ferdinand I al României, Guvernul țării, oficialitățile statului, s-au refugiat în Moldova în noiembrie 1916, după ocuparea părții de sud a țării. Iașul a devenit reședința principalelor instituții ale statului. În gară funcționa un birou de primire al refugiaților de unde erau dirijați refugiații către diferite adăposturi. Legătura feroviară dintre Iași și București a fost întreruptă, fiind reluată abia la 18 martie 1918 prin transbordare. Astfel, cei care doreau să călătorească la București schimbau trenul la Mărășești, de unde urcau într-un tren aflat sub control german. La 11 noiembrie 1918 s-a reluat transportul direct fără transbordare.
După primul război mondial, Gara Iași a intrat într-un proces de modernizare. Au fost construite cele două noi aripi, la sud (1928) și la nord (1930).  La 9 decembrie 1934 s-a inaugurat un depou nou, cu remiză de beton armat, uzină electrică proprie, elevator mecanic, instalație de captare, tratare și pompare a apei din Bahlui, rețea de distribuție și un castel de apă. Între anii 1937-1938 s-a construit pasarela care traversa calea ferată și lega strada Gării cu Șoseaua Națională.
Cutremurul din 1940 a produs avarii clădirii. În perioada celui de-al doilea război mondial (1940-1944), prin Gara Iași au trecut trenurile cu refugiați din Basarabia și nordul Bucovinei, apoi trenurile cu soldați care mergeau pe frontul de est. Un moment dramatic s-a consumat în noaptea de 29/30 iunie 1941 când de aici au plecat două trenuri încărcate cu câteva mii de evrei ieșeni (între 4.500 și 7.000) care urmau să fie deportați. Acele trenuri au fost denumite ulterior "trenurile morții". Primul tren a plecat spre Călărași, parcurgând acest drum în șapte zile, iar cel de-al doilea a mers spre Podu Iloaiei, făcând până acolo opt ore. Trei sferturi dintre evrei au murit pe drumul către destinație. 

### Reparații și modernizare
Gara Iași a fost redeschisă traficului la 1 iunie 1946. Clădirea gării vechi a fost modernizată între anii 1950 și 1953. S-au înlocuit grinzile de lemn cu altele din beton, s-a introdus încălzirea centrală, s-a modificat distribuția încăperilor de la parter și etaje. Pe aici au trecut "trenurile prieteniei" cu tineri sovietici, chinezi, finlandezi, suedezi, indieni, pakistanezi, thailandezi, malayezieni ș.a. care soseau pentru Congresul și Festivalul Mondial al Tineretului (25 iulie - 14 august 1953). Pentru traficul internațional a fost construită între anii 1952-1954 Gara Internațională Nicolina, pe unde au început să oprească trenurile Moscova - București - Sofia - Istanbul. 
La începutul anilor 1950 conducătorii politici comuniști ai României au dispus să se înalțe pe centrul clădirii un turn cu ceas (având patru orologii pe cele patru fețe) având în vârf o fleșă maramureșeană de peste 10 metri înălțime cu o stea roșie cu cinci colțuri (asemănătoare cu cea de la Kremlin). Pentru a susține turnul cu o greutate de 149 tone s-au construit noi reazeme în locul loggiei de inspirație venețiană, iar în pod s-au turnat patru grinzi imense (de 0,70 x 1,40 m) din beton armat, toate aceste elemente de susținere fiind sprijinite pe zidurile vechi. Acel turn destinat a rupe monotonia fațadei lungi de aproape 100 de metri a clădirii a fost văzut în 1953 de liderul sovietic Nikita Hrușciov, care a întrebat iritat: „Что эта? Один КРЕМЛИН!”. Ca urmare, fleșa cu stea a fost demolată în zilele următoare. 
Toată activitatea de mărfuri din Gara Iași a fost redirecționată în iulie 1972 către Gara Socola, aici mutându-se în ianuarie 1976 magaziile, stațiile de containere și trancontainere și coletăria. Gara Iași a rămas numai stație de călători. Modernizarea căilor ferate au determinat și modernizarea Gării Iași. S-au introdus comenzile prin radio-telefoane (23 decembrie 1972) și instalațiile de centralizare electrodinamice (5 decembrie 1975) și se supraveghează prin televiziune (1 iunie 1977).
Cutremurul din 4 martie 1977 a avariat grav clădirea Gării Iași, slăbindu-i structura de rezistență. Balansul turnului cu ceas a determinat dislocarea zidăriei de susținere, existând pericolul ca el să se prăbușească peste holul central. Lucrările de reparații au fost începute la doi ani după seism, dar au stagnat mulți ani din cauza lipsei de fonduri. S-au acoperit două peroane de călători. Turnul cu ceas a fost demolat în câteva săptămâni, loggia fiind restaurată cu migală, detaliu cu detaliu.
La 16 februarie 1980 s-a inaugurat Gara Iași-Nord, clădire care urma să fie folosită pentru trenurile locale de pe liniile Pașcani, Hârlău sau Dorohoi. Apoi, la 21 decembrie 1981, s-a pus în exploatare primul tunel pietonal din Gara Iași, pentru accesul călătorilor din Piața Gării direct la liniile 2-5.
În anii 1990 s-a realizat un proiect de reabilitare și modernizare a Gării Iași, sub coordonarea arhitectului Nicolae Munteanu. Proiectul urmărea următoarele linii directoare:
- consolidarea structurii de rezistență a clădirii;
- restaurarea aspectului inițial al edificiului;
- redimensionarea spațiilor interioare (holuri, săli de așteptare, bagaje de mână etc.) în funcție de necesitățile de spații etc.

Lucrările de reparații și modernizare au fost reluate în anul 1996, investindu-se zeci de milioane de euro, din care o parte au intrat în buzunarele managerilor. La 9 octombrie 2008 s-au inaugurat oficial numai trei încăperi ale gării: holul principal, casele de bilete și sala pentru informații. 

## Prezentare generală
Aceasta gară se află situată la intersecția mai multor căi ferate principale, dar în același timp gara este tranzitată de calea ferată către Republica Moldova și Ucraina. Municipiul Iași este conectat cu aproape toate orașele României. De asemenea, prin această gară tranzitează trenurile internaționale care fac legătura cu Chișinău.
Linii de cale ferată
- Magistrala Făurei–Tecuci–Iași–Ungheni
- Linia Iași–Pașcani
- Linia Iași–Dorohoi
- Linia Iași–Hârlău

## Distanțe față de alte orașe din România
- Iași și Arad (via Deva) - 790 km
- Iași și Arad (via Oradea) - 732 km
- Iași și Bacău - 158 km
- Iași și Baia Mare - 533 km
- Iași și Brașov (via Buzău) - 453 km
- Iași și Brașov (via Bacău, Miercurea Ciuc) - 470 km
- Iași și București Nord (via Vaslui) - 406 km
- Iași și Constanța - 430 km
- Iași și Craiova (via București Nord) - 631 km
- Iași și Galați - 255 km
- Iași și Oradea - 610 km
- Iași și Suceava (Gara Burdujeni) - 136 km
- Iași și Gara Timișoara Nord (via Oradea) - 788 km
- Iași și Gara Timișoara Nord (via Deva) - 847 km

## Distanțe față de alte orașe din Europa
- Iași și Budapesta (Gara Budapest-Keleti pu.) (via Cluj) - 858 km
- Iași și Chișinău - 130 km
- Iași și Kiev (Gara Kiev Pas) (via Suceava) - 916 km
- Iași și Kiev (via Bălți, Ocnița) - 619 km
- Iași și Sofia (via București Nord) - 945 km
- Iași și Viena (Gara Wien Hauptbahnhof) (via Cluj) - 1130 km

## Coordonate
Gara Iași este situată în apropiere de centrul municipiului și este deservită de operatorul public de transport local CTP Iași, prin linii de autobuze și tramvaie. Linia de autobuz expres 50 leagă non-stop Gara Iași de Aeroportul Internațional Iași, cu plecări din 30 în 30 de minute. De asemenea, Gara Iași se află în apropierea uneia dintre autogările principale ale Iașului, Autogara Transbus Codreanu.

## Imagine

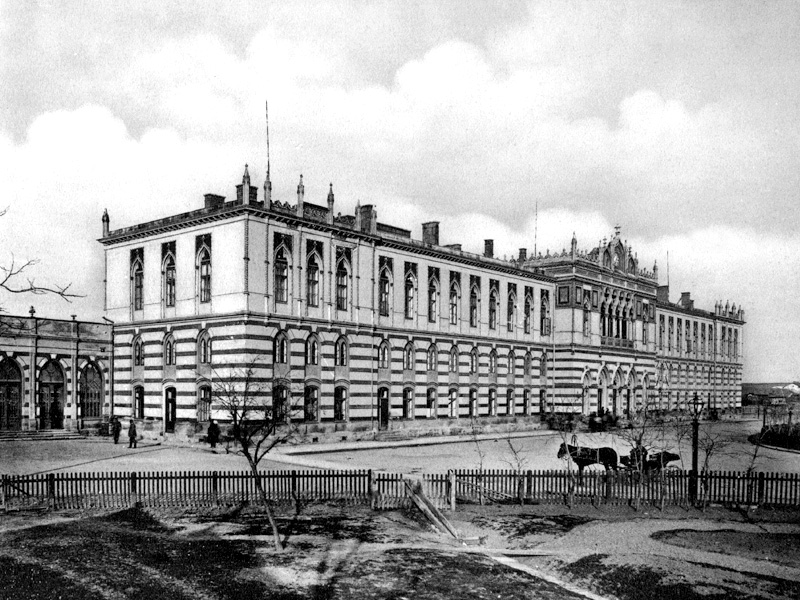
Clădirea gării în jurul anului 1900
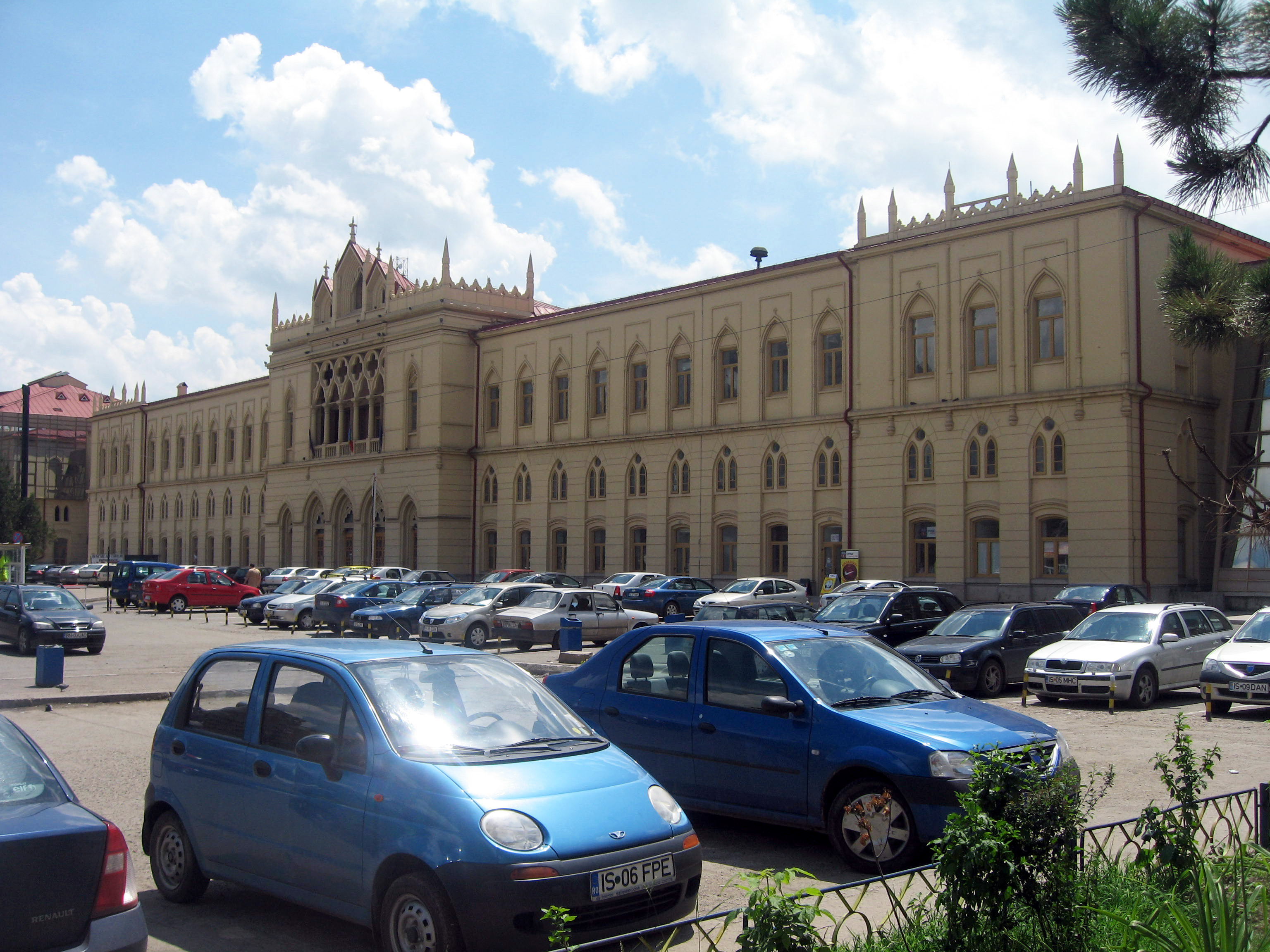
Faţada gării
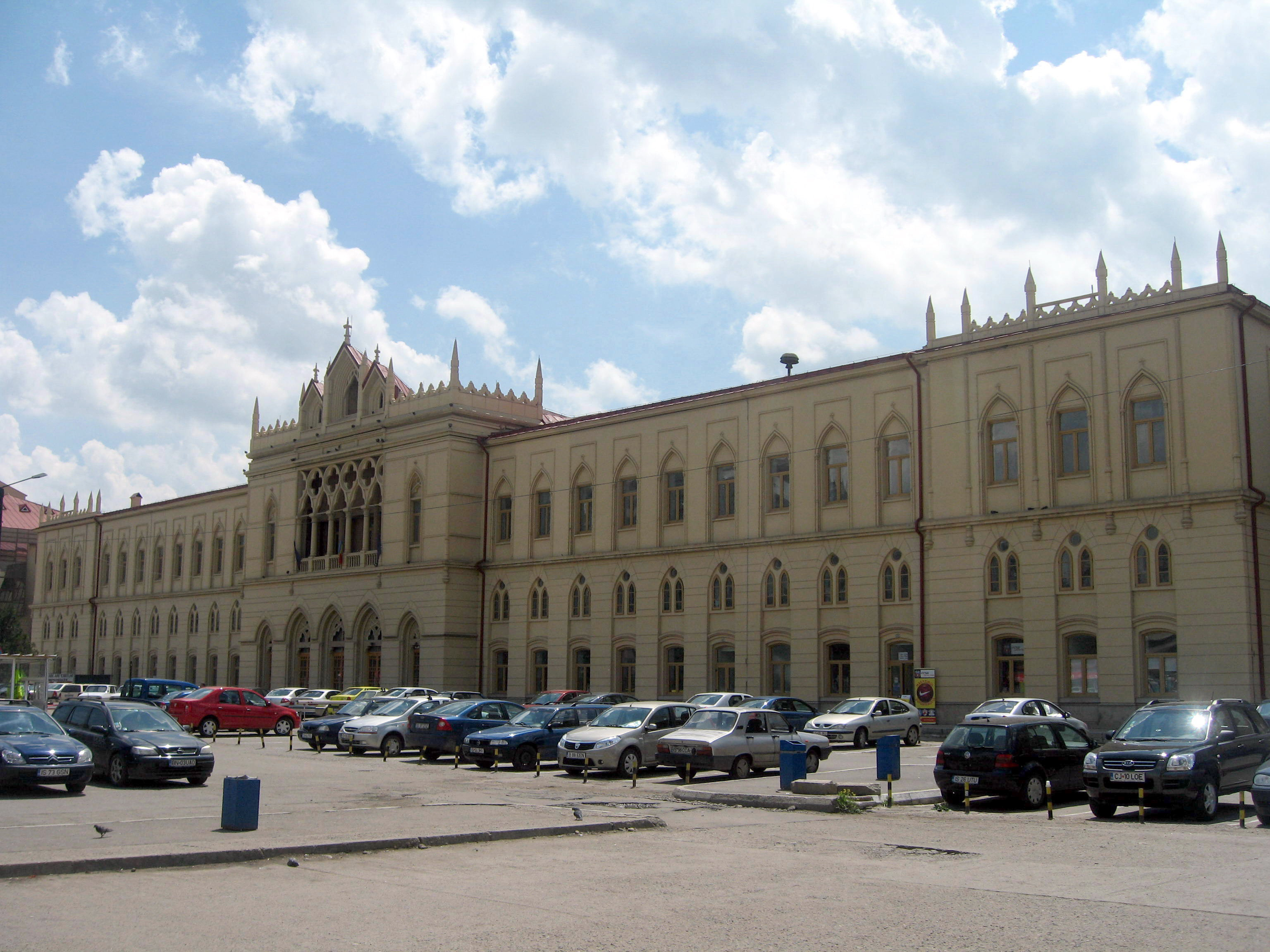
Faţada gării
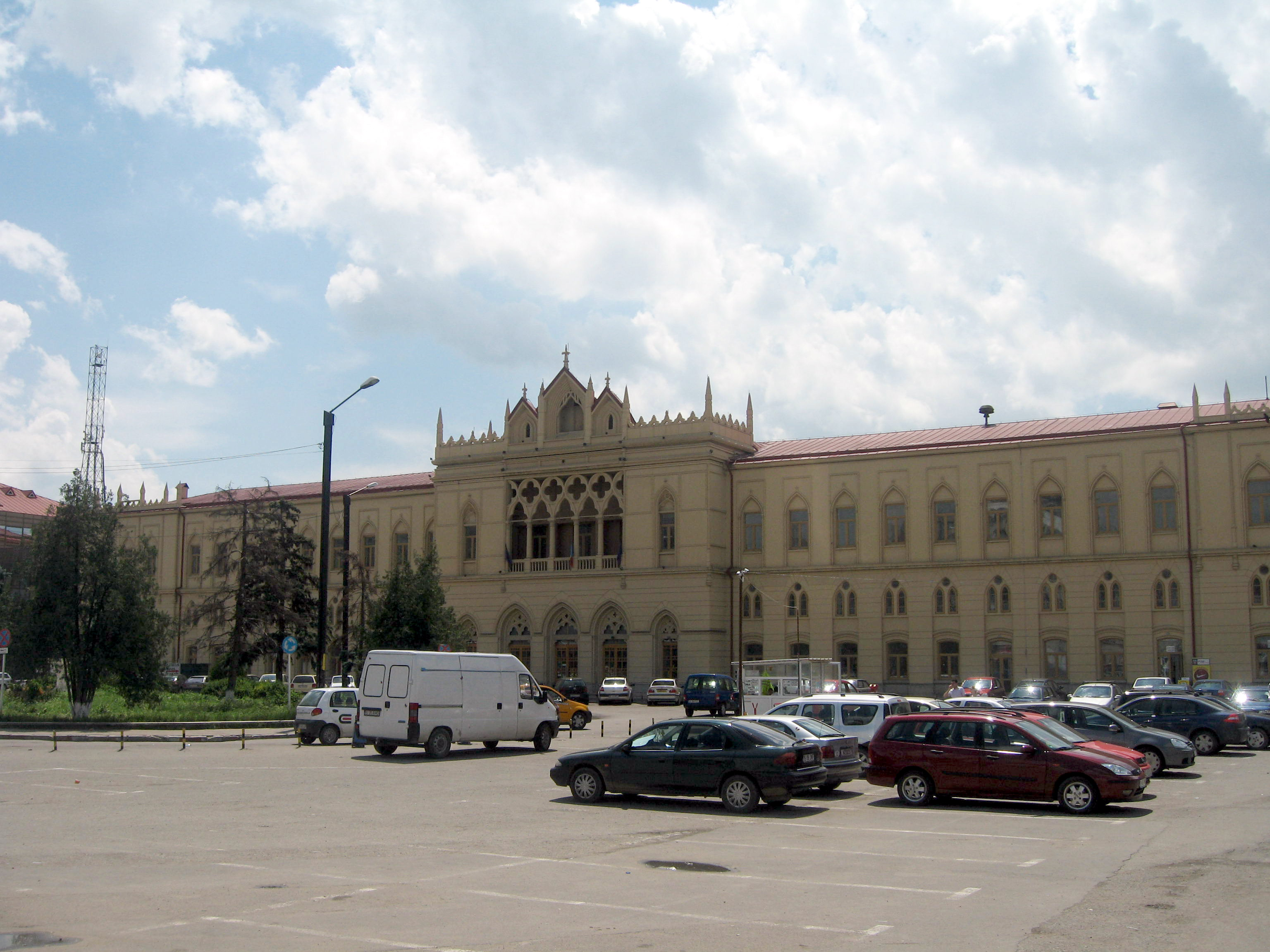
Faţada gării
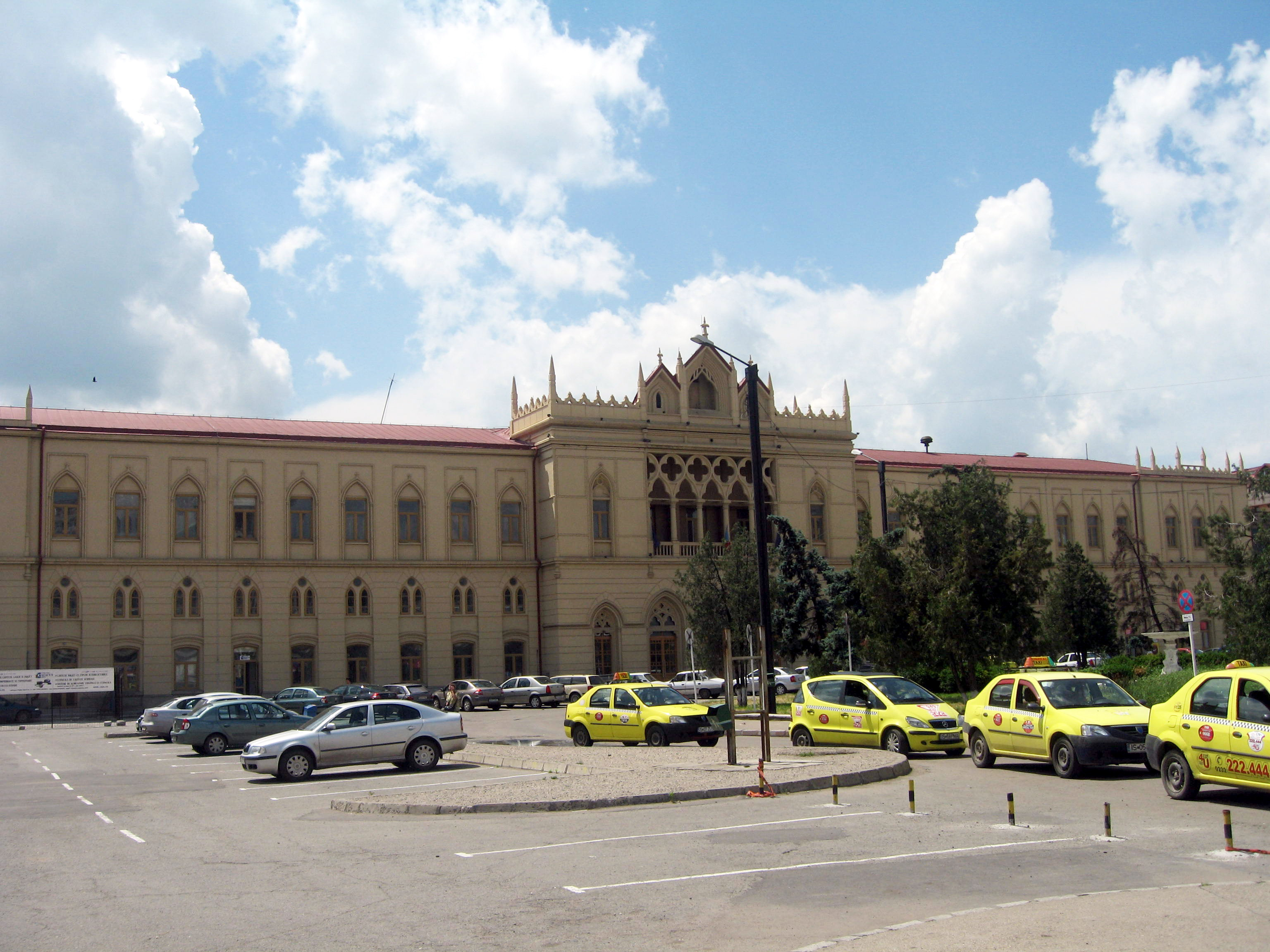
Faţada gării
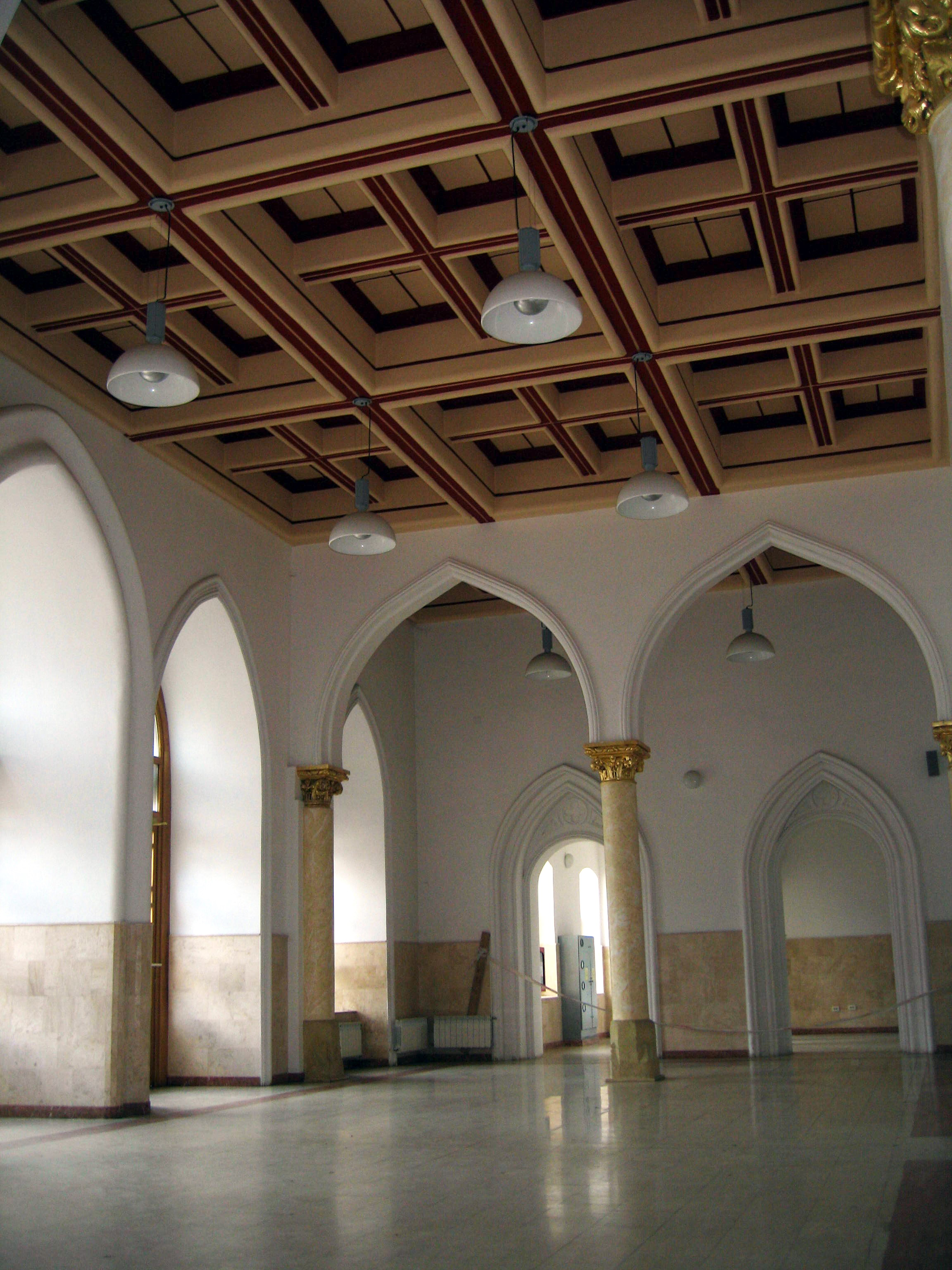
Imagine din holul principal
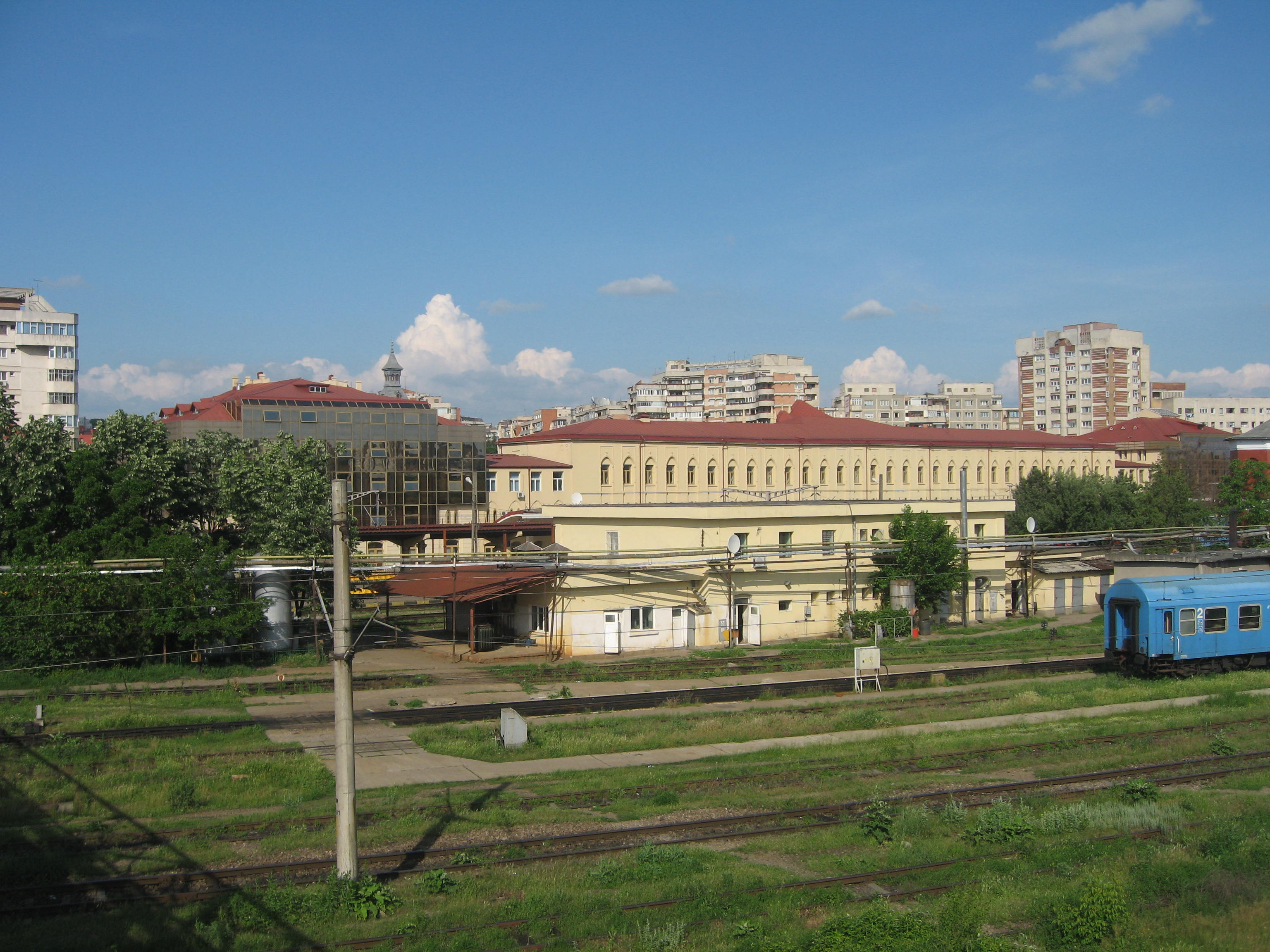
Gara văzută de pe pasarela ce traversează calea ferată
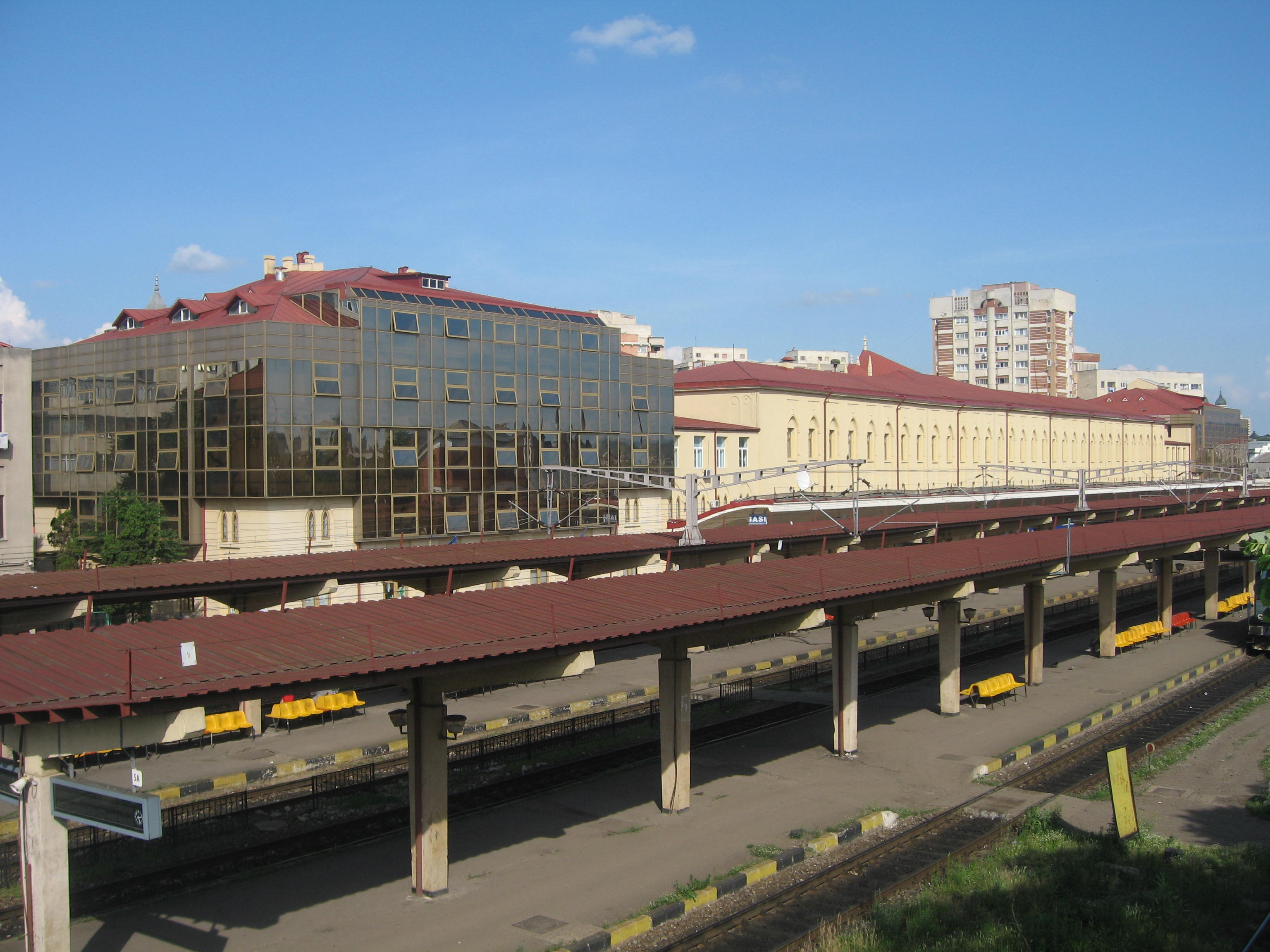
Gara văzută de pe pasarela ce traversează calea ferată
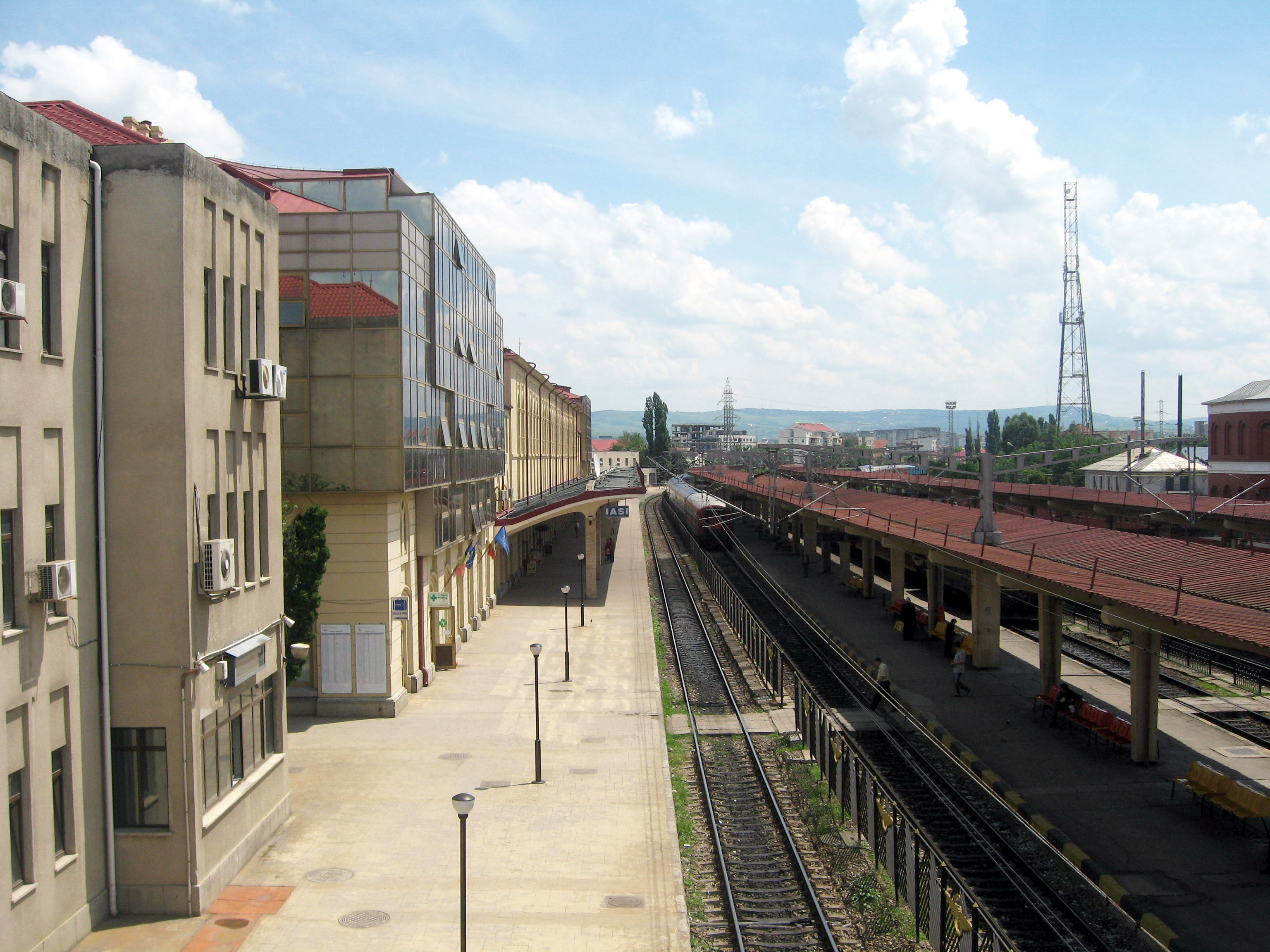
Peronul gării văzut de pe pasarela ce traversează calea ferată
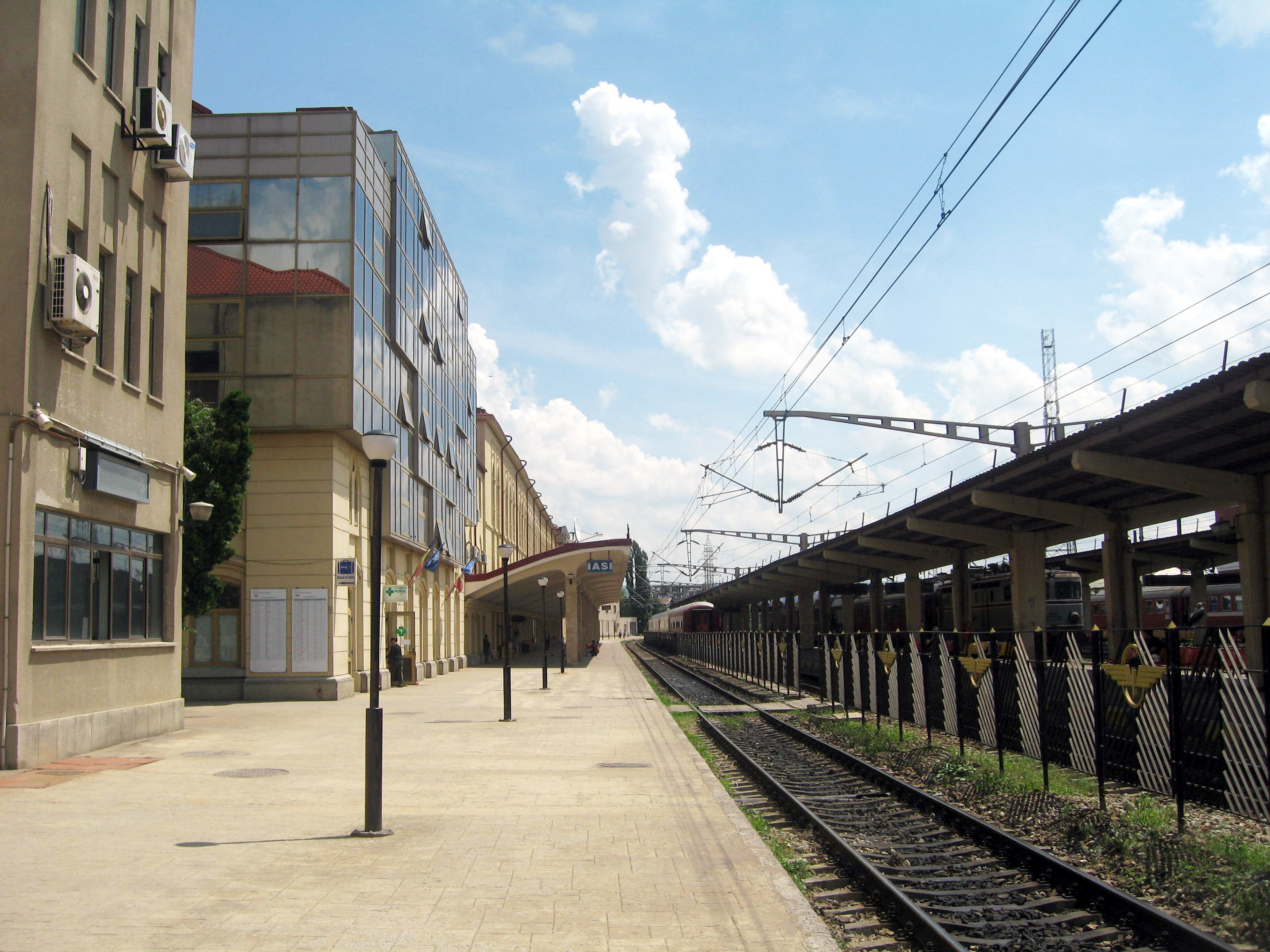
Peronul gării
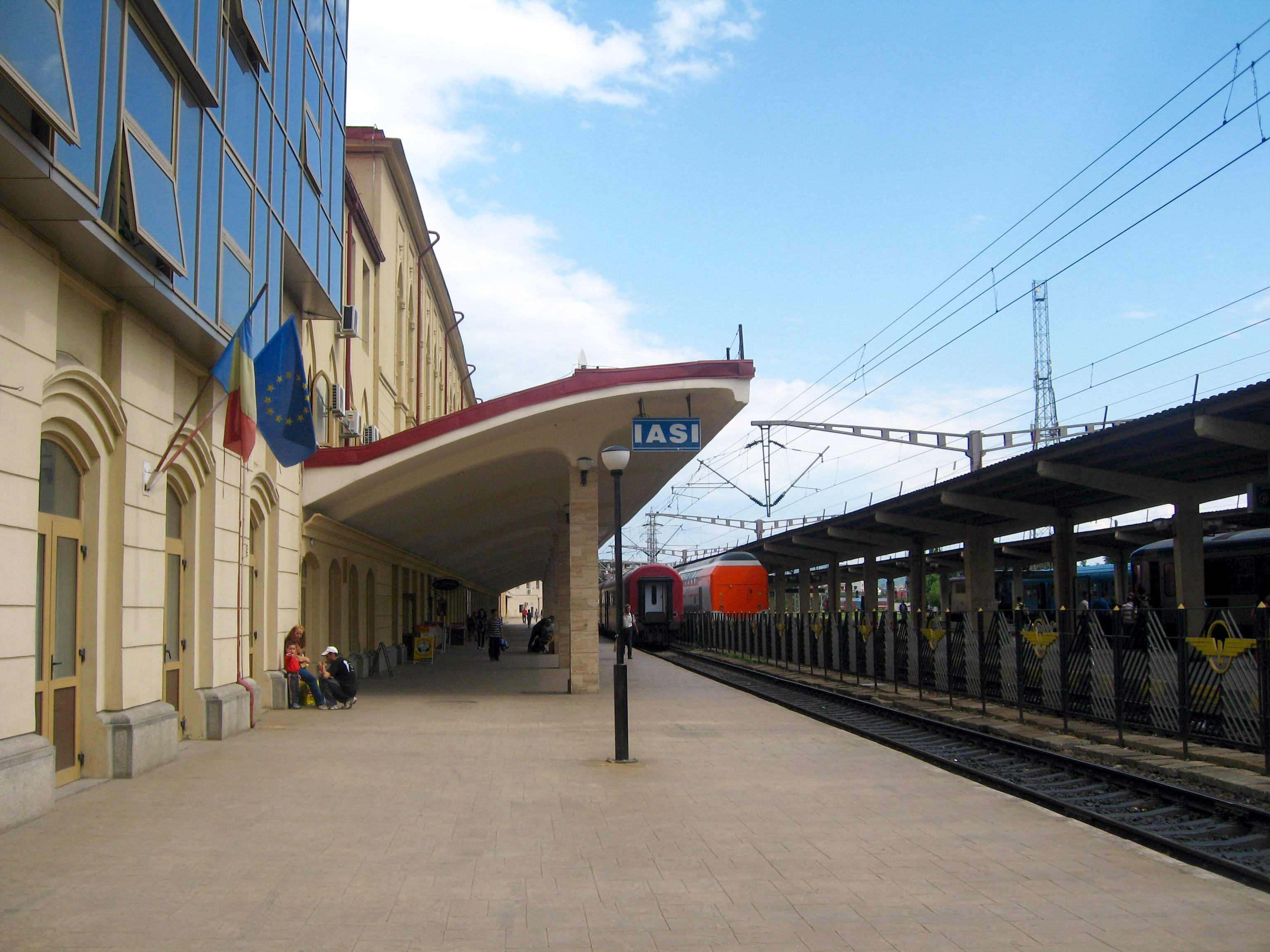
Peronul gării